# شاهرول نظیم
شاهرول نظیم (انگلیسی: Sharul Nazeem؛ زادهٔ ۱۶ نوامبر ۱۹۹۹) بازیکن فوتبال است.
وی همچنین در تیم ملی فوتبال مالزی بازی کرده‌است.